# Andrea Navarra
Andrea Navarra (Cesena, Itàlia; 25 de febrer de 1971) és un pilot de ral·li italià, actualment retirat, que va ser guanyador del Campionat d'Europa de Ral·lis de l'any 1998, així com del Campionat d'Itàlia de Ral·lis de l'any 2004 i del Campionat d'Itàlia de Ral·lis de Terra dels anys 2002, 2003 i 2004.

## Trajectòria
Navarra comença a competir en ral·li a principis dels anys 90, donant un salt a proves del Campionat Mundial de Ral·lis l'any 1995 amb un Toyota Celica GT-Four.
L'any 1998 guanya amb un Subaru Impreza 555 del Procar Rally Team el Campionat d'Europa de Ral·lis imposant-se a dues de les proves del certamen: el Ral·li del Ciocco e Valle del Serchio i el Ral·li de Xipre. A més a més, aquell any acaba tercer del Campionat d'Itàlia de Ral·lis.
La temporada 2002, 2003 i 2004 guanya el Campionat d'Itàlia de Ral·lis de Terra amb un Subaru Impreza. A més a més, la temporada 2004 aconseguiria fer doblet nacional al aconseguir també el Campionat d'Itàlia de Ral·lis.
L'any 2007 seria tercer del Intercontinental Rally Challenge amb un Fiat Abarth Grande Punto S2000.
L'any 2010 seria la seva última temporada completa a nivell competitiu amb un Ford Fiesta S2000.